# Acrogenotheca elegans
Acrogenotheca elegans är en svampart som först beskrevs av L.R. Fraser, och fick sitt nu gällande namn av Cif. & Bat. 1963. Acrogenotheca elegans ingår i släktet Acrogenotheca, klassen Dothideomycetes, divisionen sporsäcksvampar och riket svampar.   Inga underarter finns listade i Catalogue of Life.